# Donyo Dorje
Pour les articles homonymes, voir Donyo Dorje (Beri).
Dönyö Dorjé ou Donyo Dorje (tibétain : ཌོན་ཡོད་རྡོ་རྗེ, Wylie : don yod rdo rje, THL : Donyo Dorje ou dön yö dorjé ; chinois : 顿月多吉 ; pinyin : dùnyuè duōjí), né en 1463, décédé le 23 mars 1512) est le troisième et plus puissant prince de la dynastie Rinpungpa, qui tient le pouvoir dans la majorité du Tibet central, de 1479 à 1512.

## Biographie
Tsangnyön (XVe siècle — début XVIe siècle, Dönyö Dorjé et leurs nombreux adeptes sont venus à Sambrubtsé (Shigatsé entre le XVIIe siècle et 2014, actuelle ville-préfecture de Shigatsé) où Tsangnyön enseigna le bouddhisme à de nombreuses personnes. Ils allèrent ensuite à Norbu Khyungtsé (en) (tibétain : ནོར་བུ་ཁྱུང), un bourg situé à 42 km au Sud-Est de Sambrubtsé où ils passèrent l'été.